# Sunset Limited (film)
Sunset Limited (The Sunset Limited) è un film per la televisione del 2011 diretto da Tommy Lee Jones, tratto dall'omonima opera teatrale di Cormac McCarthy, adattata per il piccolo schermo dallo stesso autore.
Negli Stati Uniti è andato in onda il 12 febbraio 2011 su HBO mentre in Italia è andato in onda il 2 ottobre 2011 su Cult.

## Trama
Il film espone, in tempo reale, un fitto dibattito tra due soli personaggi: un uomo di colore, ex detenuto per omicidio ed ora operaio, e un uomo bianco, professore ed aspirante suicida.
Il dialogo tra questi due personaggi si sviluppa nelle ore subito precedenti l'alba, in una stanza del modesto appartamento cittadino in cui vive l'uomo di colore. Inizialmente i due si fronteggiano in silenzio, seduti ad un tavolo collocato al centro della stanza. Apprendiamo dai loro primi scambi di parole, che fino a poche ore prima i due non si conoscevano, e quindi sono fondamentalmente degli estranei l'uno per l'altro. Si intuisce anche che l'anziano professore ha cercato di buttarsi sotto un treno, ma è stato salvato in extremis dall'intervento dell'ex detenuto, apparso come dal nulla all'ultimo momento per strappare il professore da morte certa.
Il padrone di casa cerca di trattenere il più a lungo possibile con sé il suo infelice ospite, convinto che nelle condizioni di estrema depressione e di disperazione in cui si trova il professore, una volta lasciato solo, tenterà di nuovo il suicidio. Oltre a condividere con lui la sua modesta mensa, l'uomo inizia un'intensa attività di indottrinamento religioso, cercando di persuadere il suo restio interlocutore a condividere le sue radicate convinzioni religiose, sviluppate nei lunghi anni di espiazione carceraria, dopo aver commesso numerosi atti di violenza a danno dei propri simili.
Senza nascondere fastidio e disilluso cinismo, il professore ascolta con attenzione il lungo tentativo del suo salvatore di convertirlo, di persuaderlo che esistono una vita dopo la morte, un Dio misericordioso e un'anima destinata a vita eterna, e che l'esistenza umana ha un significato assai più profondo rispetto alla visione miserabile e triste che appare a lui, uomo talmente amareggiato e privo di risorse da essere ormai determinato a commettere peccato mortale mediante il suicidio.
Ma nonostante il serrato dibattito che si sviluppa tra i due uomini, ad un tratto il professore si lascia andare e rivela al suo ospite attonito le vere radici del suo pensiero disincantato, la sua certezza che la vita sia soltanto un percorso di sofferenze privo di significato, che la religione sia l'effetto della suggestione nata per sopportare quei dolori, il suo odio radicale per ogni essere umano visto come un burattino inconsapevole di questo vuoto scenario. Senza mezzi termini lascia insomma trasparire le ragioni del suo radicato ateismo e la sua precisa aspirazione alla fine di un'esistenza vissuta ormai solo come un tormento inaccettabile. Dopo questa confessione, l'uomo si alza e lascia bruscamente l'appartamento.
L'ex detenuto è ammutolito e traumatizzato dalle ultime parole del suo ospite e sembra convinto che tutto il suo sforzo (nell'aver salvato l'uomo, prima, e nell'aver cercato di risvegliare la sua volontà di vivere, dopo) sia stato qualcosa di completamente inutile. Rimasto solo e apparentemente contagiato dalla depressione del suo interlocutore, immagina di parlare con Dio chiedendosi perché ha dato al professore le parole giuste che invece lui non ha avuto.